# Архаровка (Пензенская область)
Архаровка — село в Иссинском районе Пензенской области, входит в состав Соловецкого сельсовета.

## География
Расположено в 8 км на северо-запад от центра сельсовета села Соловцово и в 15 км на юго-восток от райцентра посёлка Исса, остановочный пункт 37 км на железнодорожной линии Пенза — Рузаевка.

## История
Основано в середине XVII в. на землях помещика Сергея Архарова. В 1782 г. д. Архаровка Екатерины Григорьевны Толбузиной и Сергея Григорьевича Архарова, 28 дворов. Всей дачи 1494 десятины, в том числе усадебной земли – 31, пашни – 1341, сенных покосов – 93, леса – 19. Деревня располагалась по обе стороны двух отвершков, оврага Крутова, ис коих на одном – пруд, в даче – на овраге Пелетьминском – мучная мельница об одном поставе. В 1785 г. – Инсарского уезда Пензенской губернии, за помещиками Петром Ивановичем Толбузиным (355 ревизских душ с крестьянами с. Большая Кисловка). В период отмены крепостного права показано за  наследницами Толбузиных. В 1864 г. – в Инсарском уезде деревня помещичья, 63 двора. Является, скорее всего, выселком из Большой Кисловки. Приходская церковь во имя Иоанна Предтечи находилась в с. Бутурлино, другая, Архангельская, – в с. Владыкино. В 1896 г. – 118 дворов, при деревне – хутор Каратыгиной, один двор и один житель. В 1911 году в составе Костыляйской волости Инсарского уезда.
С 1928 года село входило в состав Дмитриевского сельсовета Иссинского района Пензенского округа Средне-Волжской области (с 1939 года — в составе Пензенской области). В 1939 г. – колхоз имени Ворошилова, 73 двора. В 1955 г. – центральная усадьба колхоза имени Ворошилова. С 2010 года село в составе Соловецкого сельсовета.

## Население
| 1782 | 1864 | 1897 | 1926 | 1930 | 1939 | 1959 |
| ---- | ---- | ---- | ---- | ---- | ---- | ---- |
| 118  | ↗544 | ↗593 | ↗757 | ↗860 | ↘652 | ↘497 |
| 1979 | 1989 | 1996 | 2002 | 2010 |      |      |
| ↘354 | ↘276 | ↘247 | ↘182 | ↘158 |      |      |